# Alex Van Halen
Alexander Arthur van Halen (hollandsk: [ɑlɛkˈsɑndər ˈɑrtʏr vɑnˈhaːlə (n)]; født 8. maj 1953 i Amsterdam) er en amerikansk musiker, der er trommeslager og medstifter af hardrockbandet Van Halen. Han er storebror til Van Halen guitarist Eddie Van Halen og sammen er de bandets eneste konstante medlemmer.